# Xanthisthisa umbrosaria
Xanthisthisa umbrosaria är en fjärilsart som beskrevs av Swinhoe 1904. Xanthisthisa umbrosaria ingår i släktet Xanthisthisa och familjen mätare. Inga underarter finns listade i Catalogue of Life.